# Lissoclinum aureum
Lissoclinum aureum is een zakpijpensoort uit de familie van de Didemnidae. De wetenschappelijke naam van de soort is voor het eerst geldig gepubliceerd in 1871 door Verrill.